# Durassowo (Baschkortostan, Tschischminski)
Durassowo (russisch Дурасово, baschkirisch Дурасов) ist ein Dorf in Baschkortostan, Russland. Es ist Verwaltungssitz der Landratsgemeinde Durassowski selsowet.

## Geographie
Der Ort liegt im Tschischminski rajon, 22 Kilometer bzw. 23 Straßenkilometer südlich vom Verwaltungssitz des Rajons, Tschischmy, entfernt. Der nächstgelegene Ort ist Werchnjechosajstwo. Die nächste größere Stadt ist Ufa. Im Ort gibt es 7 Straßen. Der Ort liegt an der Djoma. Ein denkmalgeschütztes Gebäude bei Durassowo ist die Buschmarin-Mühle.

## Bevölkerung
Im Jahr 2010 lebten 368 Menschen im Dorf, die meisten davon Tataren und Baschkiren.